# Marcin Szuster
Marcin Szuster (ur. 1971) – polski tłumacz literatury anglojęzycznej, redaktor, autor tekstów krytycznoliterackich. W latach 2006–2022 sekretarz redakcji, a od maja 2022 redaktor naczelny „Literatury na Świecie”. Syn Andrzeja Szustra (1931–2008) i Teresy Szustrowej z domu Skrzywan (1940–2024). Wnuk Stanisława Skrzywana. Brat przyrodni Anny Szuster–Kowalewicz. Członek ZAiKS i polskiego PEN-clubu.

## Wybrane publikacje

### Przekłady
- Harold Bloom, Lęk przed wpływem (z Agatą Bielik-Robson), Universitas, Kraków 2002, ISBN 83-7052-581-4
- Marshall Berman, Wszystko, co stałe, rozpływa się w powietrzu, Universitas, Kraków 2006, ISBN 83-242-0530-6
- Marci Shore, Kawior i popiół, Świat Książki, Warszawa 2006, 2012, ISBN 978-83-247-0828-4, ISBN 978-83-273-0321-9
- James Schuyler, Co na kolację?, W.A.B., Warszawa 2012, ISBN 978-83-7747-637-6
- Bob Dylan, Kroniki, Tom pierwszy, Wydawnictwo Czarne, Wołowiec 2014, ISBN 978-83-7536-864-2
- Lawrence L. Langer, Świadectwa zagłady. W rumowisku pamięci, Żydowski Instytut Historyczny, Warszawa 2015, ISBN 978-83-61850-55-7
- James Schuyler, Alfred i Ginewra, PIW, Warszawa 2016, ISBN 978-83-64822-63-6
- Djuna Barnes, Ostępy nocy (przekład i posłowie), Ossolineum, Wrocław 2018, ISBN 978-83-65588-62-3
- Marci Shore, Ukraińska noc, Wydawnictwo Krytyki Politycznej, Warszawa 2018, ISBN 978-83-65853-81-3
- Elizabeth Bishop, Amerykańska Szkoła Pisania (z Juliuszem Pielichowskim i Andrzejem Sosnowskim), Biuro Literackie, Stronie Śląskie 2020, ISBN 978-83-66487-19-2
- Ivy Compton-Burnett, Służący i służąca (przekład i posłowie), PIW, Warszawa 2022, ISBN 978-83-8196-372-5
- Henry Green, Pochwyceni (przekład i posłowie), Ossolineum, Wrocław 2023, ISBN 978-83-66267-61-9
- Charles Reznikoff, Muzykant (z Piotrem Sommerem), WBPiCAK, Poznań 2024, ISBN 978-83-67433-12-9

### Wybór i opracowanie
- Reprezentacje Holokaustu (z Jerzym Jarniewiczem), Instytut Książki – Literatura na Świecie, Kraków-Warszawa 2014, ISBN 978-83-61005-15-5

### Szkice krytycznoliterackie
- „Zadomowienie – i jego poczucie”, „Literatura na Świecie” 7-8/2008
- „Jak wciskałem słuchaczom pieśń”, „Literatura na Świecie” 3-4/2009
- „Prąd i pływ”, „Literatura na Świecie” 5-6/2010
- „Książka z wierszy wyrosła”, „Literatura na Świecie” 11-12/2011
- „Cały Dasko”, Literatura na Świecie” 3-4/2013
- „Przekład i duch uogólnienia” w: O nich tutaj (książka o języku i przekładzie), Wybrał i opracował Piotr Sommer Instytut Książki – Literatura na Świecie 2016, ISBN
- „Jak ugryźć Greena”, „Literatura na Świecie” 3-4/2016
- „Filozof na wagarach”, „Res Publica Nowa” 4/2017
- „Przypadki mistrza empatii”, „Literatura na Świecie” 7-8/2019

### Rozmowy
- „Śledziona zamiast wyrostka”, „Dwutygodnik” 202 (01/2017)[2]
- „Z otchłani w otchłań”, „Dwutygodnik” 253 (12/2018)[3]
- „Migotliwość świata”, biuletyn „Biura Literackiego”[4]

## Nagrody i nominacje
Laureat Nagrody Prezydenta Miasta Gdańska za twórczość translatorską im. Tadeusza Boya-Żeleńskiego (2019) i nominowany do Nagrody Literackiej Gdynia (2019) za przekład powieści Djuny Barnes Ostępy nocy. Nominowany do Nagrody Prezydenta Miasta Gdańska za twórczość translatorską im. Tadeusza Boya-Żeleńskiego (2017) za przekład powieści Jamesa Schyulera Alfred i Ginewra. Nominowany do Nagrody im. Ryszarda Kapuścińskiego (2019) za przekład książki Marci Shore Ukraińska noc.